# Municipio de Sabanilla
El municipio de Sabanilla es uno de los 124 municipios del estado de Chiapas en el sureste mexicano. Cuenta con una población total de 21,119 habitantes, cubriendo un área de 174.4 km².

## Ubicación y clima
Se ubica en el valle de las Montañas del Norte. Sus coordenadas geográficas son 17° 17′ N y 92° 33′ W. Limita al norte con el municipio de Tila y el estado de Tabasco, al este con Tila, al sur con Simojovel y al oeste con Huitiupán. El clima es semitropical, cálido húmedo con lluvias durante casi todo el año. Sus recursos hidrológicos los constituyen los ríos Sabanilla, Nava, Agua Blanca, Jubatiún, Morelia y Mazatán. La cabecera municipal está compuesta por 13 barrios, y 4 de ellos están en zona de riesgo por estar al lado del río. Son los barrios de Santa Rosa, barrio Centro, Jo-lum y barrio Juan Esponda. 

### Límites municipales
Tiene límites administrativos con los siguientes municipios y/o accidentes geográficos, según su ubicación:
| Noroeste: Tacotalpa (Tabasco) | Norte: Tacotalpa (Tabasco) y Tila | Nordeste: Tila |
| Oeste: Huitiupán              |                                   | Este: Tila     |
| Suroeste: Huitiupán           | Sur: Simojovel y Huitiupán        | Sureste: Tila  |

## Suelo y vegetación
Los tipos de suelos presentes en el municipio son: luvisol con el 66.61%; litosol con el 9.57%; rendzina con el 8.87%; regosol con el 7.99%; acrisol con el 3.88% y fluvisol con el 3.08% de la superficie municipal.
La cobertura vegetal y el aprovechamiento del suelo en el municipio se distribuye de la siguiente manera selva alta perennifolia (secundario)(36.48%), agricultura de temporal (28.23%), pastizal cultivado (24.42%), bosque mesofilo de montaña (secundario)(8.93%), selva alta perennifolia (0.85%), bosque mesofilo de montaña (0.44%), y otros (0.15%).

## Fundación de sabanilla
La historia del pueblo comienza desde la reducción hecha por el dominico Fray Lorenzo de la Nada, hacia el año de 1600, para entonces en pueblo de Sabanilla se divide en dos puntos principales; uno se llamó Yok-lum en la lengua Ch’ol, que traducido al castellano significa "pie de pueblo" y el segundo se le conoce como Jo-lum en la misma lengua, significa "cabeza de pueblo". 
Hacia el año 1700 ocurre una sequía en la región por lo que muchos habitantes de los pueblos de Moyos, Tumbalá, Yajalón, Tila y Petalcingo emigran en busca de tierras fértiles y húmedas, las cuales hallan en el área de Sabanilla.
El Nuevo Pueblo de Sabanilla fue fundado en el año 1773 por iniciativa de 150 habitantes de la comunidad de Moyos (hoy perteneciente al municipio de Sabanilla) que huyeron de la fuerte hambruna  provocada por la sequía. El asentamiento fue respaldado por Fray Antonio Nájera, sacerdote responsable de la parroquia de Moyos. En una declaración escrita al obispado solicitaron la autorización y bendición de una ermita. Tras consulta a su majestad el Rey de España, Carlos III, la concesión fue realizada en un escrito firmado con fecha 23 de abril de 1773.

## Demografía
De acuerdo a los resultados del Censo de Población y Vivienda de 2020 realizado por el Instituto Nacional de Estadística y Geografía, la población total del municipio es de 29 889 habitantes, lo que representa un crecimiento promedio de 1.8% anual en el período 2010-2020 sobre la base de los 25 187 habitantes registrados en el censo anterior. Al año 2020 la densidad del municipio era de 119,6 hab/km².
| Gráfica de evolución demográfica de Municipio de Sabanilla entre 2000 y 2020 |
|                                                                              |
| Fuente: Instituto Nacional de Estadística Geografía e Informática            |

El 49.9% de los habitantes eran hombres y el 50.1% eran mujeres. El 79.8% de los habitantes mayores de 15 años (15 379 personas) estaba alfabetizado. La población indígena sumaba 25 953 personas.
En el año 2010 estaba clasificado como un municipio de grado alto de vulnerabilidad social, con el 66.32% de su población en estado de pobreza extrema. Según los datos obtenidos en el censo de 2020, la situación de pobreza extrema afectaba al 32.9% de la población (10 564 personas).

### Localidades
En el censo de 2020 el municipio de Sabanilla contaba con 71 localidades.
| Código INEGI      | Localidad           | Población (2020) |
| ----------------- | ------------------- | ---------------- |
| 070760001         | Sabanilla           | 3 360            |
| 070760024         | Los Naranjos        | 2 830            |
| 070760023         | Moyos               | 2 100            |
| 070760009         | El Calvario         | 1 821            |
| 070760007         | Buenavista          | 1 417            |
| 070760025         | El Paraíso          | 1 291            |
| 070760037         | Unión Juárez        | 1 168            |
| 070760036         | Unión Hidalgo       | 1 162            |
| 070760030         | Andrés Quintana Roo | 1 070            |
| 070760010         | Cristóbal Colón     | 1 065            |
| Otras localidades | Otras localidades   | 12 605           |
| Total municipal   | Total municipal     | 29 889           |